# Gastrodia
Gastrodia – rodzaj roślin z rodziny storczykowatych (Orchidaceae). Obejmuje 94 gatunki i 1 hybrydę wystęujące w Afryce, Azji, Oceanii i Australii w takich krajach i regionach jak: Asam, Borneo, Kamerun, Wyspy Chatham, Chiny, Komory, Himalaje, Hajnan, Indie, Mongolia Wewnętrzna, Japonia, Jawa, Korea Północna i Południowa, Kuryle, Małe Wyspy Sundajskie, Madagaskar, Malawi, Malezja Zachodnia, Kraj Chabarowski, Mozambik, Mjanma, Riukiu, Nepal, Nowa Gwinea, Nowa Zelandia, Ogasawara, Pakistan, Filipiny, Rwanda, Kraj Nadmorski, Reunion, Sachalin, Wyspy Salomona, Sri Lanka, Celebes, Tajwan, Tasmania, Tajlandia, Tybet, Vanuatu, Wietnam, Zimbabwe oraz stany Queensland, Nowa Południowa Walia, Australia Zachodnia, Wiktoria. Gatunek został introdukowany w RPA.

## Systematyka
Rodzaj sklasyfikowany do plemienia Gastrodieae, podrodzina epidendronowe (Epidendroideae), rodzina storczykowate (Orchidaceae), rząd szparagowce (Asparagales) w obrębie roślin jednoliściennych.
Wykaz gatunków
- Gastrodia abscondita J.J.Sm.
- Gastrodia africana Kraenzl.
- Gastrodia agnicellus Hermans & P.J.Cribb
- Gastrodia albida T.C.Hsu & C.M.Kuo
- Gastrodia albidoides Y.H.Tan & T.C.Hsu
- Gastrodia amamiana Suetsugu
- Gastrodia angusta S.Chow & S.C.Chen
- Gastrodia appendiculata C.S.Leou & N.J.Chung
- Gastrodia arunachalensis S.N.Hegde & A.N.Rao
- Gastrodia ballii P.J.Cribb & Browning
- Gastrodia bambu Metusala
- Gastrodia boninensis Tuyama
- Gastrodia cajanoae Barcelona & Pelser
- Gastrodia callosa J.J.Sm.
- Gastrodia celebica Schltr.
- Gastrodia clausa T.C.Hsu, S.W.Chung & C.M.Kuo
- Gastrodia confusa Honda & Tuyama
- Gastrodia confusoides T.C.Hsu, S.W.Chung & C.M.Kuo
- Gastrodia cooperae Lehnebach & J.R.Rolfe
- Gastrodia crassisepala L.O.Williams
- Gastrodia crebriflora D.L.Jones
- Gastrodia crispa J.J.Sm.
- Gastrodia cunninghamii Hook.f.
- Gastrodia damingshanensis A.Q.Hu & T.C.Hsu
- Gastrodia dyeriana King & Pantl.
- Gastrodia effusa P.T.Ong & P.O'Byrne
- Gastrodia elata Blume
- Gastrodia elatoides W.C.Huang, G.W.Hu & Q.F.Wang
- Gastrodia exilis Hook.f.
- Gastrodia falconeri D.L.Jones & M.A.Clem.
- Gastrodia fimbriata Suddee
- Gastrodia flavilabella S.S.Ying
- Gastrodia flexistyla T.C.Hsu & C.M.Kuo
- Gastrodia fontinalis T.P.Lin
- Gastrodia fujianensis Liang Ma, Xin Y.Chen & S.P.Chen
- Gastrodia gracilis Blume
- Gastrodia grandilabris Carr
- Gastrodia gunatillekeorum Bandara, Priyankara & Kumar
- Gastrodia holttumii Carr
- Gastrodia huapingensis X.Y.Huang, A.Q.Hu & Yan Liu
- Gastrodia isabelensis T.C.Hsu
- Gastrodia javanica (Blume) Lindl.
- Gastrodia kachinensis X.H.Jin & L.A.Ye
- Gastrodia kaohsiungensis T.P.Lin
- Gastrodia kuroshimensis Suetsugu
- Gastrodia lacista D.L.Jones
- Gastrodia longiflora Suetsugu
- Gastrodia longitubularis Q.W.Meng, X.Q.Song & Y.B.Luo
- Gastrodia madagascariensis H.Perrier ex Martos & Bytebier
- Gastrodia major Aver.
- Gastrodia maliauensis Suetsugu, Suleiman & Tsukaya
- Gastrodia menghaiensis Z.H.Tsi & S.C.Chen
- Gastrodia minor Petrie
- Gastrodia mishmensis A.N.Rao, Harid. & S.N.Hedge
- Gastrodia molloyi Lehnebach & J.R.Rolfe
- Gastrodia nantoensis T.C.Hsu & C.M.Kuo ex T.P.Lin
- Gastrodia nipponica (Honda) Tuyama
- Gastrodia nipponicoides Suetsugu
- Gastrodia okinawensis Suetsugu
- Gastrodia papuana Schltr.
- Gastrodia peichatieniana S.S.Ying
- Gastrodia phangngaensis Suddee, Sirim. & Chamch.
- Gastrodia procera G.W.Carr
- Gastrodia pubilabiata Y.Sawa
- Gastrodia punctata Aver.
- Gastrodia putaoensis X.H.Jin
- Gastrodia qingyunshanensis Jiu X.Huang, H.Xu & H.J.Yang
- Gastrodia queenslandica Dockrill
- Gastrodia rubinea T.P.Lin
- Gastrodia rwandensis Eb.Fisch. & Killmann
- Gastrodia sabahensis J.J.Wood & A.Lamb
- Gastrodia selabintanensis Tsukaya & A.Hidayat
- Gastrodia sesamoides R.Br.
- Gastrodia shimizuana Tuyama
- Gastrodia silentvalleyana C.S.Kumar, P.C.S.Kumar, Sibi & S.Anil Kumar
- Gastrodia similis Bosser
- Gastrodia solomonensis T.C.Hsu
- Gastrodia spatulata (Carr) J.J.Wood
- Gastrodia stapfii Hayata
- Gastrodia sui C.S.Leou, T.C.Hsu & C.R.Yeh
- Gastrodia surcula D.L.Jones
- Gastrodia taiensis Tuyama
- Gastrodia takeshimensis Suetsugu
- Gastrodia tembatensis P.T.Ong & P.O'Byrne
- Gastrodia theana Aver.
- Gastrodia tonkinensis Aver. & Averyanova
- Gastrodia tuberculata F.Y.Liu & S.C.Chen
- Gastrodia umbrosa B.Gray
- Gastrodia uraiensis T.C.Hsu & C.M.Kuo
- Gastrodia urceolata D.L.Jones
- Gastrodia verrucosa Blume
- Gastrodia vescula D.L.Jones
- Gastrodia wuyishanensis Da M.Li & C.D.Liu
- Gastrodia zeylanica Schltr.

Wykaz hybryd
- Gastrodia × nippouraiensis Suetsugu & T.C.Hsu